# Fuldabrück
Fuldabrück – miejscowość i gmina w Niemczech, w kraju związkowym Hesja, w rejencji Kassel, w powiecie Kassel.

## Współpraca
Miejscowość partnerska:
- St. Johann in Tirol, Austria